# Życie to pokusa
Życie to pokusa (ang. Life's an Itch) – amerykańska komedia romantyczna z 2012 roku oparta na scenariuszu i reżyserii Kevina Kenta. Wyprodukowana przez Inspired Motion Pictures. Premiera filmu miała miejsce w grudniu 2012 roku w Stanach Zjednoczonych.

## Opis fabuły
Jen (Andrea Bogart) leci z dziećmi na Hawaje. W tym czasie jej mąż Roger (Rossi Morreale) ma zamiar nadrobić zaległości w pracy. Jego spokój burzy atrakcyjna instruktorka jogi Gillian Gracin (Ali Corbin), która trenuje Jen. Zatrzymuje się ona w ich domku dla gości.

## Obsada
Źródło: Filmweb
- Ali Cobrin jako Gillian Gracin
- Kathleen Quinlan jako Audrey
- Lin Shaye jako Gloria
- Alex Veadov jako Jean Michele
- Andrea Bogart jako Jen Wright
- Irina Voronina jako Oksana
- DeLane Matthews jako Gladys
- Aria Pullman jako Angel
- Kirk Bovill jako doktor Meyer
- Ryan Meharry jako Freddy
- Rossi Morreale jako Roger Wright

i inni.